# Maxime Electeur
Maxime Electeur (22 oktober 1998) is een Belgisch voetballer.

## Carrière
Electeur maakte in 2017 de overstap van Racing Jet Waver naar RFC de Liège. In zijn debuutseizoen promoveerde hij met de club naar Eerste klasse amateurs. Na drie seizoenen stapte hij over naar RWDM, dat net naar Eerste klasse B was gepromoveerd. Daar kwam hij nauwelijks aan spelen toe: in de bekerwedstrijd tegen Union Rochefortoise (1-8-winst) op 10 oktober 2020 speelde hij wel een volledige wedstrijd, maar in de competitie mocht hij slechts twee keer invallen, telkens tegen Union Sint-Gillis: op de vijfde speeldag viel hij in de 80e minuut in voor Yvan Yagan en op de zeventiende speeldag in de 84e minuut voor Thomas Ephestion. Tijdens zijn eerste invalbeurt schreef hij wel mee een stukje geschiedenis: een paar minuten na zijn invalbeurt legde hij de 3-1-eindscore vast, waardoor RWDM de eerste zwanzederby met inzet in 35 jaar winnend afsloot.
In juni 2021 tekende Electeur bij de Luxemburgse eersteklasser Swift Hesperange. Op 8 juli 2021 maakte Electeur zijn officiële debuut voor de club in de Conference League-voorrondewedstrijd tegen NK Domžale. In de BGL Ligue was hij in negen wedstrijden goed voor zes doelpunten, mede dankzij een hattrick tegen FC Rodange 91 op de tiende competitiespeeldag.
In januari 2022 leende Swift Hesperange hem voor de rest van het seizoen uit aan de Belgische tweedeklasser Excelsior Virton, die net als Swift Hesperange in handen is van Flavio Becca. Op 6 februari 2022 liet trainer Pablo Correa hem in de 88e minuut invallen tegen zijn ex-club RWDM. Electeur speelde uiteindelijk vier competitiewedstrijden voor Virton, dat laatste eindigde in Eerste klasse B maar zich redde door het faillissement van Royal Excel Moeskroen.